# Glen Rock (Pennsylvania)
Glen Rock ist ein Borough im York County im US-Bundesstaat Pennsylvania. Das U.S. Census Bureau hat bei der Volkszählung 2020 eine Einwohnerzahl von 2.121 ermittelt.

## Persönlichkeiten
- Nathaniel N. Craley (1927–2006), Politiker